# Закон о грађанским правима
Закон о грађанским правима (енгл. Civil Rights Act of 1964, познат и као Pub.L. 88–352, 78 Stat. 241), који је ступио на снагу 2. јула 1964. године, савезни је закон у САД који забрањује дискриминације дискриминацију против расних, етничких, националних и верских мањина, као и жена. Закон је такође окончао неједакости у захтевима за регистрације гласача и расну сегрегацију у школама, на послу и јавним установама.
Овлашћења која су прописана да се спроведе закон су у почетку била слаба, али су следећих година кроз амандмане додавана (последњи амандман је био усвојен 2009. године). Конгрес САД је истакнуо свој ауторитет да доноси законе по неколико различитих делова Устава САД, пре свега своју моћ да се регулише трговину међу државама под чланом 1 (став 8), своју дужност да гарантује свим грађанима једнаку заштиту закона под Четрнаестим амандманом и своју дужност да заштити гласачка права из Петнаестог амандмана. Закон је потписао председник Линдон Џонсон, који ће касније потпише и значајни Закон о праву гласа.